# 혼다 N360

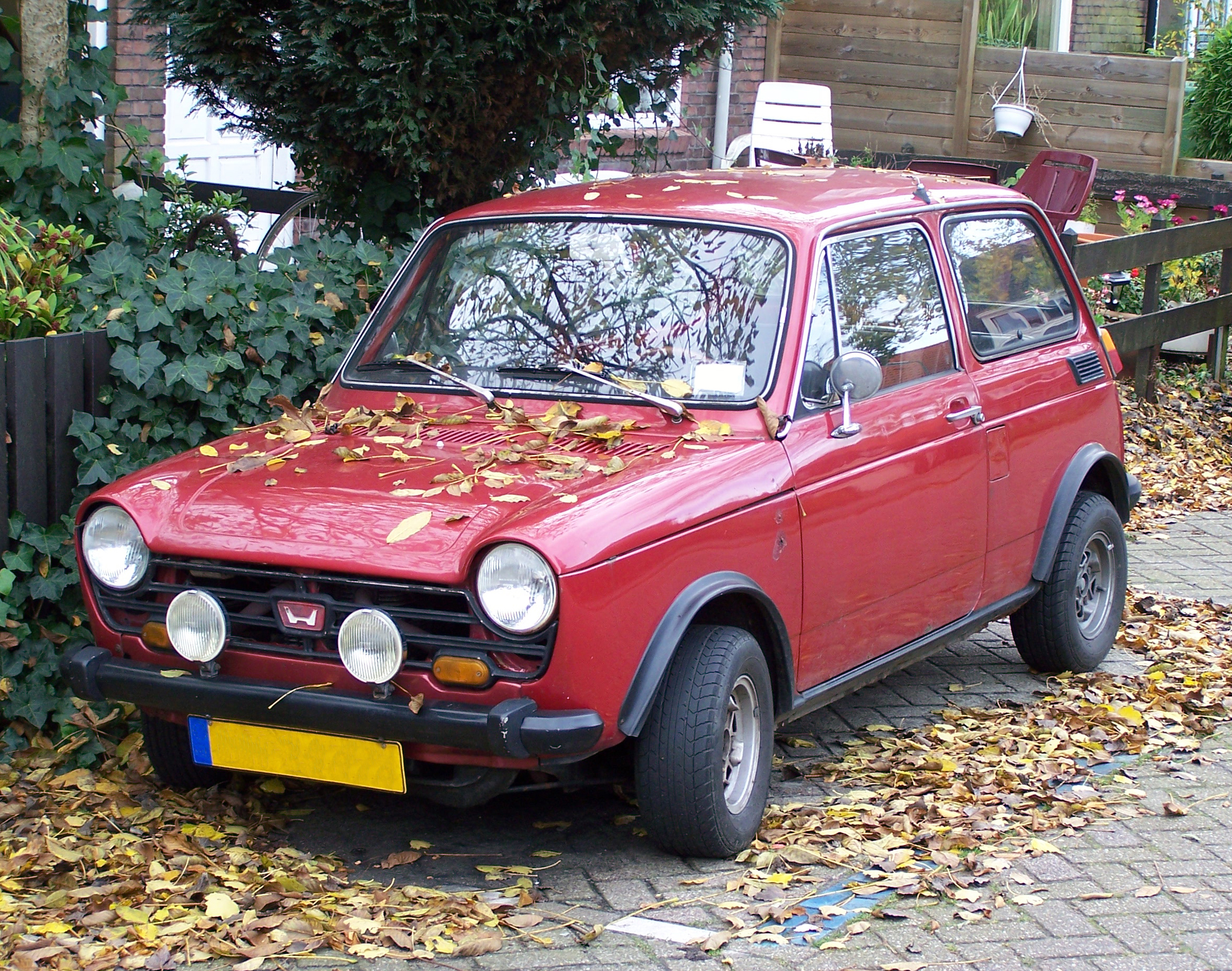
혼다 N360 정측면

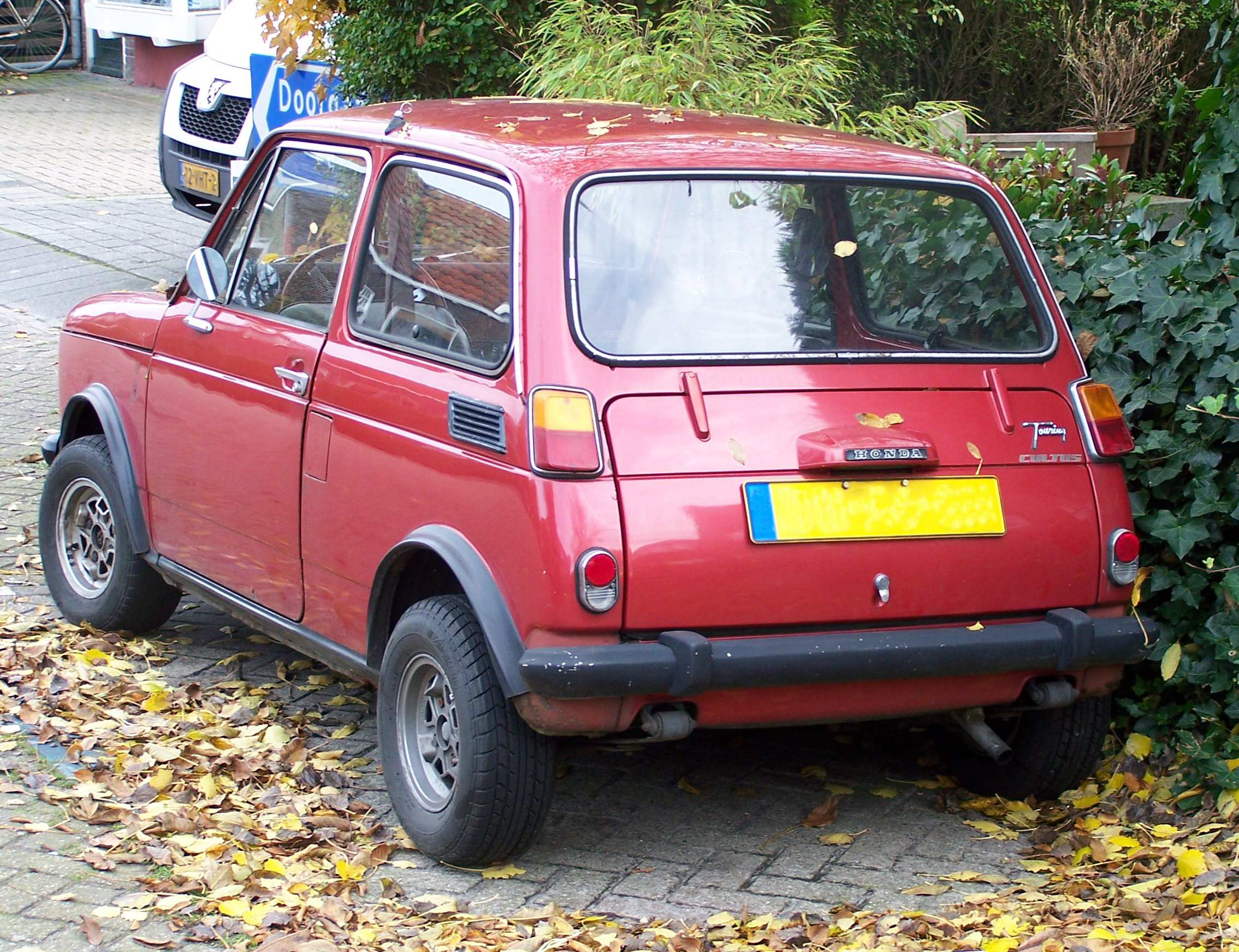
혼다 N360 후측면

혼다 N360(Honda N360)은 일본 혼다에서 1967년부터 1972년까지 생산했던 전륜구동 경자동차이다. 전륜구동 방식으로 넓은 실내 공간을 확보하였고, 31마력 공냉식 고출력 엔진을 탑재해서 당시 경자동차의 출력 경쟁이 발생하기도 했다. 차명인 N360에서 N은 일본어로 탈것을 의미하는 노리모노(のりもの, Norimono)를 의미하고, 360은 당시 일본 경자동차의 배기량 규격인 360cc를 의미한다. 1968년에는 혼다 최초의 자동변속기, 캔버스 탑 등이 적용되었다. 총 생산 대수는 650,000여 대로, 저렴한 가격과 고성능으로 당시 많은 판매량을 기록한 인기 차종이다. N360의 후속 차종은 1971년에 출시된 라이프이다.

## 미디어에서
무라카미 하루키의 소설 노르웨이의 숲에서 언급되는 차종이다.